# Spolehlivost (počítačové sítě)
Spolehlivý protokol v počítačových sítích poskytuje určité vlastnosti týkající se spolehlivosti doručení dat určenému příjemci nebo příjemcům. Za nespolehlivé se naopak považují protokoly, které neinformují odesilatele dat, zda byla úspěšně doručena. Termín „spolehlivý“ (anglicky reliable) je synonymem pro „zaručený“ (anglicky assured), které používá Mezinárodní telekomunikační unie (ITU) a ATM Forum v kontextu ATM koordinační funkce specifické pro jednotlivé služby (anglicky ATM Service-Specific Coordination Function), například pro transparentní zaručené doručení u AAL5.
Spolehlivé protokoly mají zpravidla větší režii než nespolehlivé protokoly a následkem toho fungují pomaleji a jsou hůře škálovatelné. To nemusí být problém pro unicast protokoly, ale může se stát problémem pro protokoly zajišťující spolehlivý multicast.
Hlavní transportní protokol v síti Internet - TCP - je spolehlivý unicast protokol. Protokol UDP se často používá v počítačových hrách nebo v jiný situacích, kdy je důležitá rychlost, a ztráta malého množství dat není tak důležitá kvůli dočasné povaze dat, je nespolehlivý protokol.
Spolehlivé unicast protokoly jsou obvykle spojované. Například TCP je spojovaný protokol, jehož identifikátor virtuálního okruhu je tvořen zdrojovou a cílovou IP adresou a zdrojovým a cílovým číslem portu. V praxi se používají i nespolehlivé spojované protokoly. Patří mezi ně ATM a Frame Relay. Existují i spolehlivé nespojované protokoly (například AX.25, když přenáší data v I-rámcích), ale tato kombinace se objevuje zřídka: spolehlivé nespojované protokoly nejsou v komerčních ani akademických sítích obvyklé.

## Historie
Když síť ARPANET přišla s revolučním myšlenkou přepojováním paketů, poskytovala proceduru pro spolehlivé doručení paketů na libovolný uzel připojený přes rozhraní 1822. Hostitelský počítač jednoduše uspořádal data do správného formátu paketu, vložil adresu cílového hostitelského počítače a poslal zprávu přes rozhraní na Interface Message Processor, ke kterému byl připojen. Při doručení zprávy na cílový server bylo odesilateli vráceno potvrzení. Jestliže síť nemohla zprávu doručit, vrátila odesilateli chybovou zprávu.
Mezitím vývojáři sítí CYCLADES a ALOHAnet ukázali, že lze vytvořit efektivní počítačovou síť, která neposkytuje spolehlivý přenos paketů. Tuto zkušenost později využili návrháři sítě Ethernet.
Jestliže síť nezaručuje doručení paketů, pak se o zajištění spolehlivost musí postarat koncový uzel tím, že detekuje ztracené pakety a opakuje jejich vysílání. Protože zkušenosti z provozu sítě ARPANET ukázaly, že síť nemůže spolehlivě odhalit všechny chyby při doručování paketů, byla odpovědnost za detekci chyb přenesena ve všech případech na odesílající uzel. To vedlo k vývoji principu konec-konec, který je jedním ze stěžejních principů používaných při návrhu sítě Internet.

## Vlastnosti spolehlivosti
Služba je spolehlivá, jestliže oznamuje odesilateli, že doručení selhalo, zatímco „nespolehlivá“ služba tuto informaci neposkytuje. Například IP poskytuje nespolehlivou službu. TCP a IP dohromady poskytují spolehlivou službu, zatímco UDP a IP poskytují nespolehlivou službu. Všechny tyto protokoly používají pakety, i když UDP pakety se obvykle nazývaný datagramy.
V kontextu distribuovaných protokolů udávají vlastnosti spolehlivosti záruky, které protokol poskytuje při doručování zpráv určenému příjemci nebo příjemcům.
Příkladem vlastnosti spolehlivosti pro unicast protokol je "aspoň jednou", tj. je zaručeno, že příjemci bude doručena alespoň jedna kopie zprávy.
Vlastnosti spolehlivosti pro multicast protokoly se mohou týkat buď jednotlivých příjemců (slabé vlastnosti spolehlivosti) nebo se mohou týkat doručení nebo pořadí doručení různým příjemcům (silné vlastnosti spolehlivosti).
V kontextu multicast protokolů vyjadřují silné vlastnosti spolehlivosti záruku, kterou protokol poskytuje s ohledem na doručení zpráv různým na příjemci.
Příkladem silné vlastnosti spolehlivosti je získání poslední kopie, což znamená, že dokud je dostupná alespoň jedna kopie zprávy u libovolného z příjemců, všichni ostatní příjemci, kteří neselžou nakonec také získají svoji kopii. Silné vlastnosti spolehlivosti, jako je tato, typicky vyžadují, aby zprávy byly opětovně vysílány nebo předávány mezi příjemci.
Příkladem vlastnosti spolehlivosti silnější než získání poslední kopie je atomicita. Vlastnost vyžaduje pokud alespoň jedna kopie zprávy byla doručena příjemci, všichni ostatní příjemci nakonec získají kopii zprávy. Jinými slovy každá zpráva je vždy doručena buď všem nebo žádnému z příjemců.
Jednou z nejsložitějších silných vlastností spolehlivosti je virtuální synchronie.
Silné vlastnosti spolehlivosti poskytují skupinové komunikační systémy (GCS) jako například IS-IS, Appia framework, Spread, JGroups nebo QuickSilver Scalable Multicast. QuickSilver Properties Framework je flexibilní platforma, která poskytuje silné vlastnosti spolehlivosti, aby byla vyjádřený čistě deklarativním způsobem, pomocí jednoduchého jazyka založeného na pravidlech a automaticky převedeného na hierarchický protokol.